# Øyer
Øyer ist eine Kommune im norwegischen Fylke Innlandet. Die Kommune hat 5134 Einwohner (Stand: 1. Januar 2025) und liegt nördlich der Stadt Lillehammer. Verwaltungssitz ist die Ortschaft Tingberg.

## Geografie

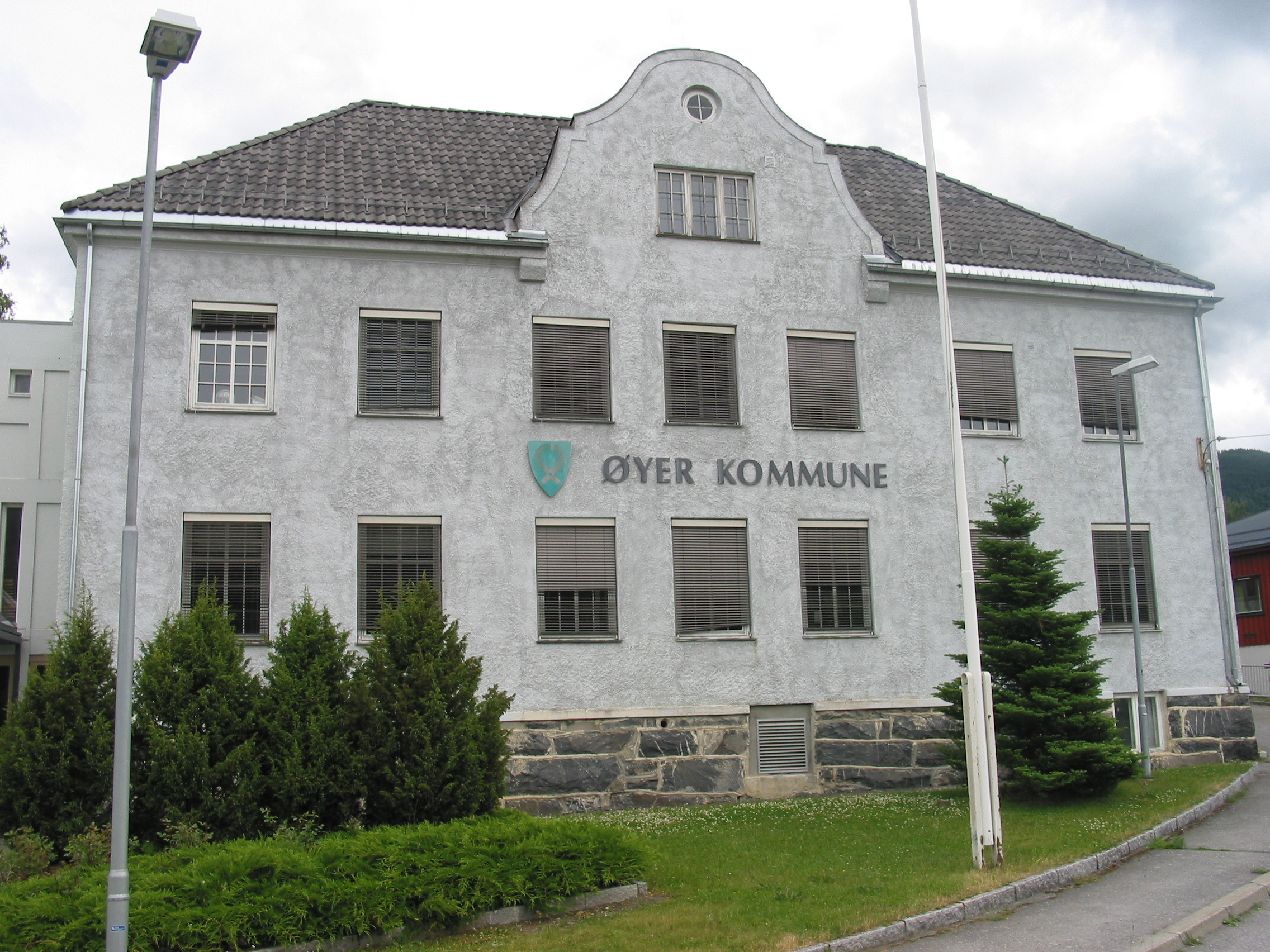
Rathaus der Kommune

Die Gemeinde liegt im geografischen Zentrum von Innlandet im südlichen Abschnitt des Tals Gudbrandsdalen. Øyer grenzt an Ringebu im Norden, Stor-Elvdal im Osten, Ringsaker und Lillehammer im Süden sowie Gausdal im Westen. Durch den Westen der Kommune fließt der Fluss Lågen. In seinem Verlauf befindet sich etwas südlich der Ortschaft Tretten der Wasserfall Hovdefossen. Im Osten des Flusses befinden sich Berge mit Höhen über 1000 moh., das Gebiet dort ist außerdem von Moorgebieten durchzogen. Die Erhebung Eldåhøgda im äußersten Nordosten der Gemeinde stellt mit einer Höhe von 1232,08 moh. den höchsten Punkt der Kommune Øyer dar. Insgesamt liegt etwa die Hälfte des Gemeindeareals über 900 moh.

## Einwohner
Der Großteil der Einwohner lebt im Osten des Flusses Lågen. Die größeren Ortschaften Tretten und Grandrudmoen liegen beide Lågen-Ostufer. In den 1970er-Jahren begann die Einwohnerzahl anzusteigen, womit Øyer eine Sonderstellung in der Gudbrandsdal-Region einnimmt, da bis auf Øyer und Lillehammer alle weiteren Kommunen in dieser Zeit einen Rückgang der Einwohnerzahlen zu verzeichnen hatten. In der Kommune liegen mehrere sogenannte Tettsteder, also mehrere Ansiedlungen, die für statistische Zwecke als eine städtische Siedlung gewertet werden. Diese sind Granrudmoen mit 1719, Tretten mit 861 und Øyer mit 498 Einwohnern (Stand: 1. Januar 2024).
Die Einwohner der Gemeinde werden Øyværing genannt. Øyer hat wie viele andere Kommunen der Provinz Innlandet weder Nynorsk noch Bokmål als offizielle Sprachform, sondern ist in dieser Frage neutral.
| Jahr          | 1986 | 1990 | 1995 | 2000 | 2005 | 2010 | 2015 | 2020 | 2025 |
| ------------- | ---- | ---- | ---- | ---- | ---- | ---- | ---- | ---- | ---- |
| Einwohnerzahl | 4507 | 4521 | 4706 | 4859 | 4840 | 5002 | 5065 | 5100 | 5134 |

## Geschichte
Die Grenzen der Gemeinde Øyer blieben über die Zeit hinweg fast unverändert, nur zum 1. Januar 1867 ging ein von damals 40 Personen bewohntes Gebiet an Gausdal über. Bis zum 31. Dezember 2019 gehörte Øyer der damaligen Provinz Oppland an. Sie ging im Zuge der Regionalreform in Norwegen in die zum 1. Januar 2020 neu geschaffene Provinz Innlandet über.
Die Øyer kirke ist eine Holzkirche aus dem Jahr 1725. Sie hat einen kreuzförmigen Grundriss. Die Tretten kirke ist ebenfalls eine Holzkirche. Sie wurde im Jahr 1728 fertiggestellt.

## Wirtschaft und Infrastruktur

### Verkehr

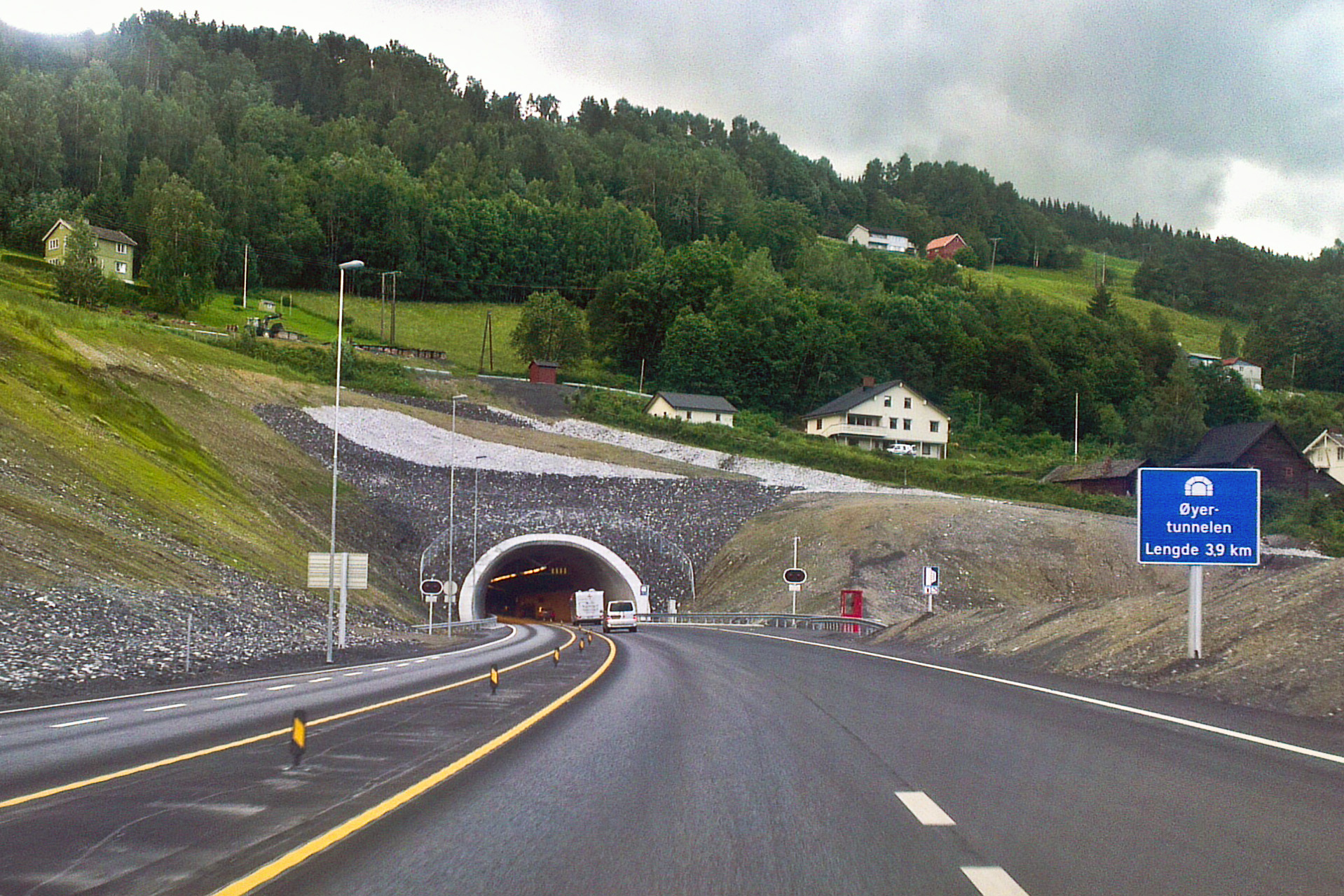
Øyertunnel

Durch das Gudbrandsdal verläuft parallel zum Fluss Lågen die Europastraße 6 (E6). Die Straße stellt unter anderem die Verbindung zum südlich gelegenen Lillehammer und nach Hamar her und führt in der Kommune durch den Øyertunnel. Ebenfalls durch das Tal führt die Bahnlinie Dovrebanen, die in ihrem gesamten Verlauf von Oslo bis an die an der norwegischen Westküste gelegenen Stadt Trondheim führt. Der Bahnhof Øyer wurde 1894 eröffnet, als die Strecke von Hamar bis nach Tretten verlängert wurde. Heute ist die Station nicht mehr in Betrieb.
Am 15. August 2022 stürzte die den Lågen überquerende Straßenbrücke Tretten bru aus Holz ein. Die Brücke, die Teil des Fylkesvei 254 war, war im Jahr 2012 eingeweiht worden.

### Wirtschaft
Im Bereich der Landwirtschaft ist die Haltung von Rindern, Schweinen und Schafen verbreitet. Traditionell war auch die Almwirtschaft von größerer Bedeutung, wobei die sogenannten Seter die Basis bildeten. Neben der Landwirtschaft spielt auch die Forstwirtschaft eine größere Rolle. Die Industrie der Kommune baut vor allem auf der Verarbeitung der landwirtschaftlichen Erzeugnisse auf und hat die Lebensmittelindustrie als größten Industriezweig. Des Weiteren gibt es Betriebe zur Holzverarbeitung und Maschinenbau. Auch der Tourismus ist von wirtschaftlicher Bedeutung. Im Jahr 2020 arbeiteten von etwa 2500 Arbeitstätigen nur 1115 in Øyer selbst, 858 waren in Lillehammer tätig. Der Rest verteilte sich auf Gemeinden wie Gausdal, Ringebu und Oslo.

## Sport

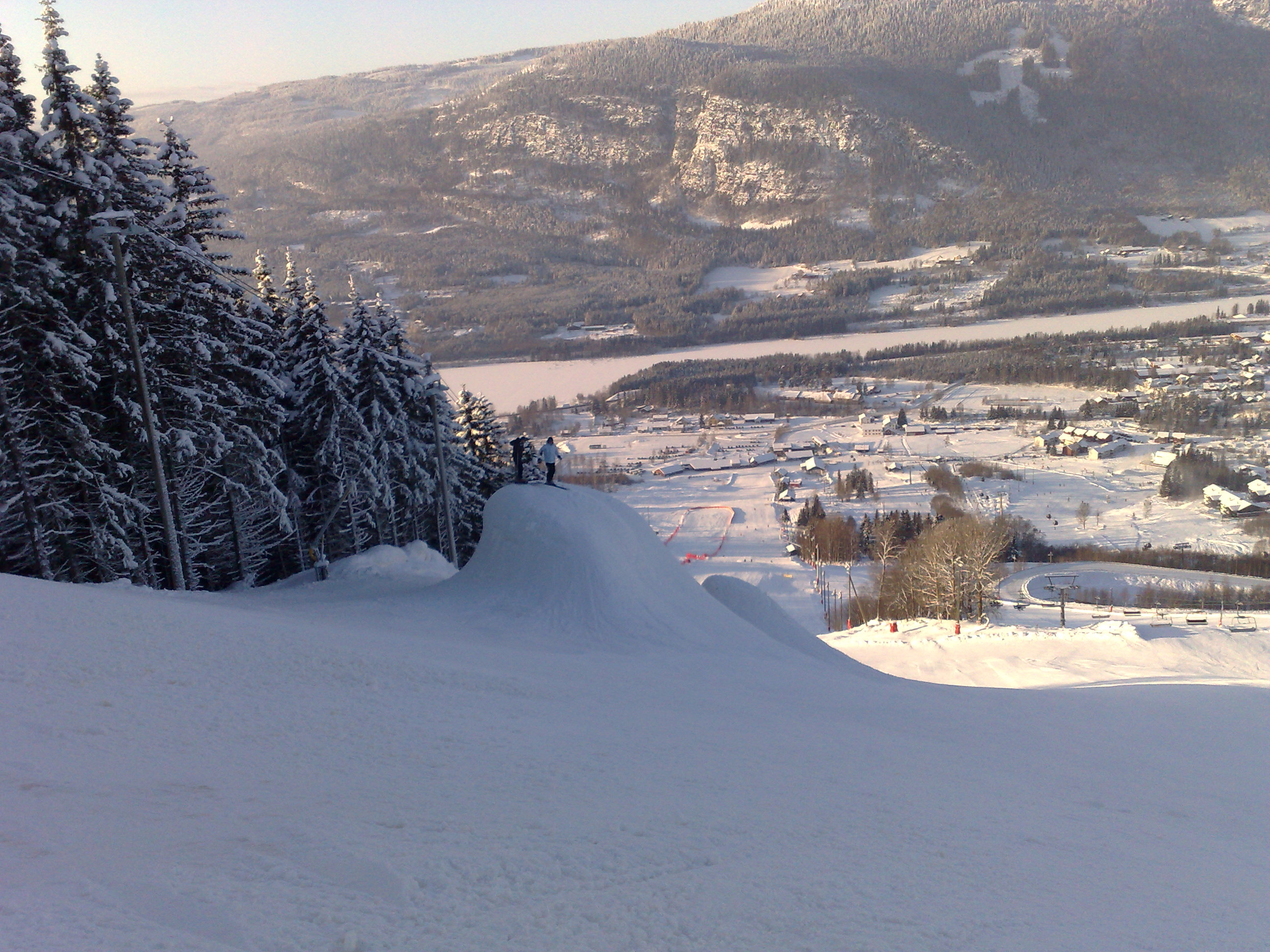
Alpinzentrum Hafjell

In der Kommune fanden schon mehrfach größere Sportveranstaltungen statt. Im Rahmen der Olympischen Winterspiele 1994 wurde mit am Hafjell eine alpine Skisportanlage gebaut. Dort fanden seitdem unter anderem auch die Alpinen Ski-Juniorenweltmeisterschaften 2015 statt.

## Persönlichkeiten
- Ole Stenen (1903–1975), Skisportler
- Frost (* 1973), Schlagzeuger, Mitglied der Band Satyricon
- Bjørnar Lysfoss Hagesveen (* 2000), Schauspieler